# Jean-Luc Nélias

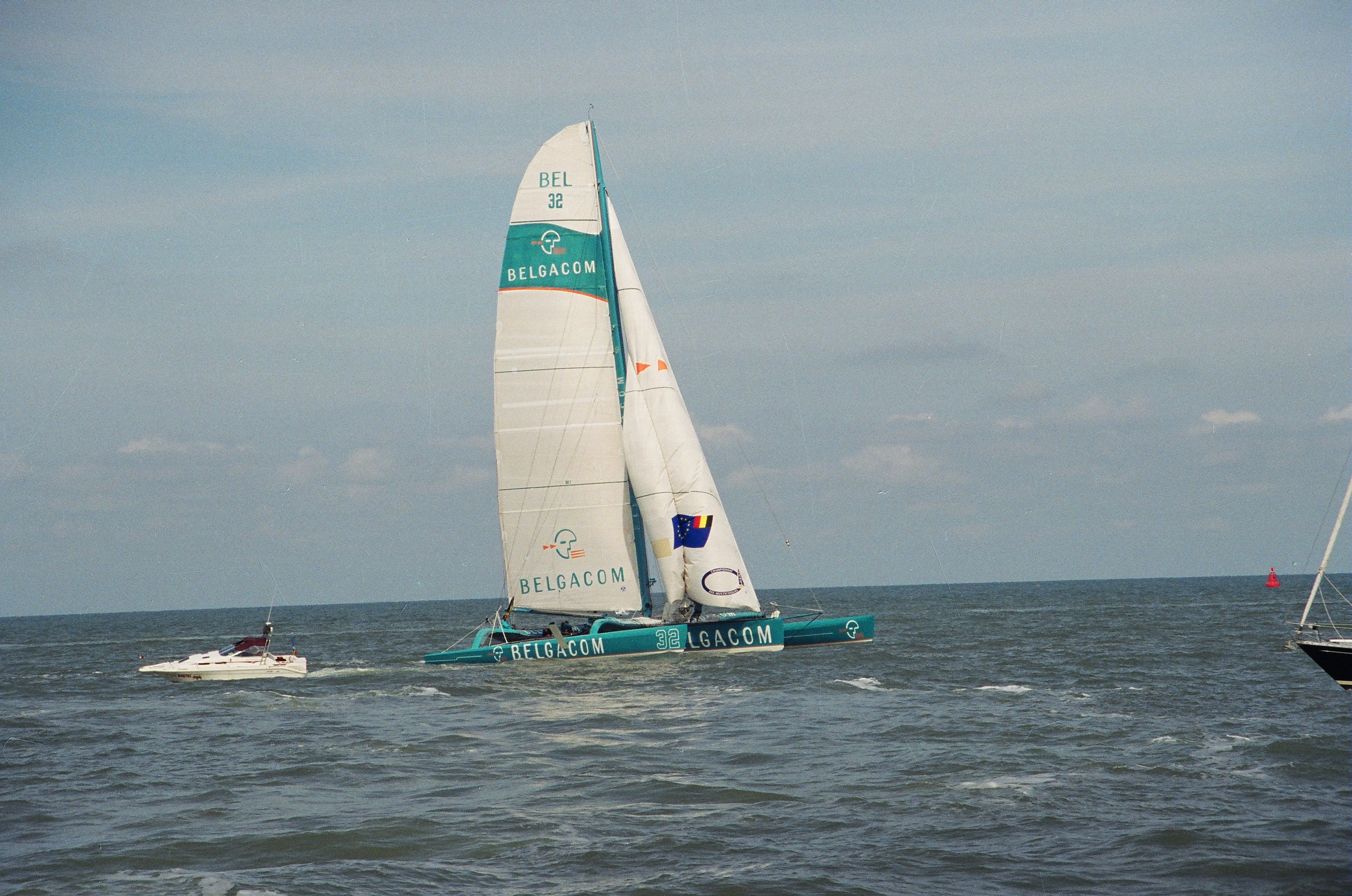
Le trimaran Belgacom skippé par Jean-Luc Nélias

Jean-Luc Nélias, né le 8 juin 1962 à Quimper, est un skipper français. En 2011-2012, il est embarqué en tant que navigateur sur Groupama 4 pour la Volvo Ocean Race. En 2019, il participe à Brest Atlantiques sur le trimaran Sodebo Ultim 3,.

## Palmarès
- 2017 : vainqueur de la Transat Jacques-Vabre avec Thomas Coville sur Sodebo Ultim' en 7 jours, 22 heures, 7 minutes et 27 secondes
- 2015 : 2e de la Transat Jacques-Vabre en double avec Thomas Coville sur Maxi Trimaran Sodebo Ultim'[3]
- 2012 : 1re de la Volvo Ocean Race avec Franck Cammas sur Groupama IV
- 2006 : 4e de la Transat AG2R avec Roland Jourdain sur Veolia
- 2001 : 2e du Challenge Mondial Assistance Cherbourg-Tarragone
- 1999 :
  - Vainqueur du Tour de France à la voile sur Katei avec Luc Dewulf
  - Vainqueur du Tour de Bretagne sur O’Sea avec Jean Le Cam
- 1997 :
  - 2e du Tour de l’Europe sur Corum Watches avec Paul Vatine
  - 2e de la Transat Jacques Vabre sur Chauss’Europ' avec Paul Vatine
- 1996 : 3e de la Transat Ag2r avec Frank Cammas sur Skipper Elf
- 1994 : vainqueur Raid de la Liberté sur Foire de Trégourez avec Nicolas Dheilly
- 1993 :
  - Vainqueur Mini-Fastnet sur Conserveurs Bretons avec Loïc Blanken
  - Vainqueur Tour de l’Europe sur RMO avec Laurent Bourgnon
- 1992 : 3e de la première Transat AG2R avec Roland Jourdain sur Sill La Potagère[4]
- 1991 : 3e de La Baule-Dakar sur Cimaron
- 1989 : vainqueur Tour de l’Europe sur Elf Aquitaine III avec Jean Maurel
- 1988 :
  - Vainqueur Québec-Saint Malo sur Elf Aquitaine III avec Jean Maurel
  - Vainqueur Championnat de France de match-racing avec B. Pacé et P. Mas
  - 3e de La Baule-Dakar sur Elf Aquitaine II avec Jean Maurel
- 1986 : 2e Championnat du Monde de F 40 avec Serge Madec